# フェリペ・オルクタ
フェリペ・オルクタ（Felipe Orucuta、1985年10月13日 - ）は、メキシコのプロボクサー。メヒコ州シウダー・ロペス・マテオス出身。切れ味鋭い右フックの強打を武器に活躍している。トレーナーはデビューからイグナシオ・ベリスタインとコンビを組んでいる。

## 来歴
2006年9月30日、オルクタはデビュー戦を行い3回57秒KO勝ち。白星でデビューを飾った。
2008年3月28日、ホルヘ・ロメロとFECARBOXバンタム級王座決定戦を行い、3回KO勝ちを収め王座獲得に成功した。
2010年11月17日、若手ボクサーの登竜門カンペオン・アステカの準決勝でWBO世界バンタム級8位エンリケ・ベルナチェと対戦し、初回2分40秒TKO勝ちを収め決勝進出を果たした。
2010年12月16日、カンペオン・アステカの決勝戦でダニエル・ロサスと対戦し、プロ初黒星となる0-3(2者が94-95、94-96)の判定負けを喫したが、カンペオン・アステカを準優勝で終えた。
2012年1月14日、19戦無敗のWBO世界スーパーフライ級3位ロベルト・カスタネダと対戦し、5回2分42秒TKO勝ちを収め再度ランキングを上げた。
2012年9月8日、元WBO世界フライ級王者フリオ・セサール・ミランダと対戦し、10回TKO勝ちを収めた。
2012年11月24日、マヌエル・デ・ロス・レイエス・ヘレーラとWBCアメリカ大陸スーパーフライ級王座決定戦を行い、初回2分38秒KO勝ちを収め王座獲得に成功した。
2013年5月25日、ブエノスアイレスのエスタディオ・ルナ・パルクでWBO世界スーパーフライ級王者オマール・ナルバエスと対戦しノニト・ドネア戦以上にナルバエスをキャリア最大の苦戦に追い込んだが1-2(2者が113-115、118-110)の判定負けを喫し王座獲得に失敗した。
2014年9月19日、コルドバ州ビヤ・マリアのアンフィテアトロ・ムニシパルでオマール・ナルバエスと再戦するが、0-2（2者が112-116、114-114）の判定負けを喫しまたしても王座獲得に失敗した。
2018年9月8日、カリフォルニア州イングルウッドのザ・フォーラムでファン・フランシスコ・エストラーダと対戦するが12回判定負けを喫した。
2019年6月7日、メキシコのイスタパ・シワタネホでジョナタン・ハビエル・ロドリゲス対戦し、10回TKO負けを喫すると、意識を失いリングで昏倒。病院で脳出血の開頭手術を受けた。その後、意識を取り戻し徐々に回復を見せ約2ヶ月で入院していた病院から退院した。

## 獲得タイトル
- FECARBOXバンタム級王座
- WBCアメリカ大陸スーパーフライ級王座